# Меликишвили, Иван Андреевич
Иван Андреевич Меликишвили (1915 — неизвестно) — бригадир колхоза «Коммунизмис Гзит» Цителицкаройского района Грузинской ССР. Герой Социалистического Труда.

## Биография
Родился в 1915 году в Сигнахском уезде Тифлисской губернии, ныне — Дедоплисцкаройского муниципалитета края Кахетия Грузии. Грузин.
С началом Великой Отечественной войны работал в местном колхозе «Коммунизмис Гзит» («Комунис ГЗА») селения Верхние Кеды Цителицкаройского района, с 1945 года — бригадиром полеводческой бригады по выращиванию зерновых. За самоотверженный труд в годы войны награждён медалью «За доблестный труд в Великой Отечественной войне 1941—1945 гг.».
В годы Четвёртой пятилетки (1946—1950) хлеборобы колхоза продолжали наращивать сборы урожая зерновых и очень скоро достигли довоенного уровня. В колхозе успешно развивались растениеводство и животноводство.
По итогам работы в 1946 году бригадой И. А. Меликишвили получен урожай пшеницы 30,6 центнера с гектара на площади 7,5 гектаров.
Указом Президиума Верховного Совета СССР от 19 марта 1947 года за получение высоких урожаев пшеницы и ржи в 1946 году Меликишвили Ивану Андреевичу присвоено звание Героя Социалистического Труда с вручением ордена Ленина и золотой медали «Серп и Молот».
И. А. Меликишвили и хлеборобы соседнего колхоза имени Кирова Кавтарадзе, Иван Алексеевич и Кобаидзе, Степан Семёнович стали первыми Героями Социалистического Труда среди сельхозтружеников Грузинской ССР и одними из немногих в республике, удостоенных этого звания за высокие урожаи зерновых.
К 30-летию Октябрьской революции труженики его бригады взяли повышенные обязательства вырастить на всей площади посевов более 200 пудов пшеницы на гектаре.
Неоднократный участник Выставки достижений народного хозяйства (ВДНХ).
До ухода на заслуженный отдых Иван Андреевич продолжал трудиться в родном колхозе (позже переименованном в колхоз имени Сталина), который возглавлял председатель Кобаидзе, Арсен Алексеевич.
Проживал в селе Земо-Кеди края Кахетия Грузии. Дата смерти неизвестна.

## Награды
- Золотая медаль «Серп и Молот» (19.03.1947)[2]
- орден Ленина (19.03.1947)[3]
- Медаль «За трудовую доблесть»
- Медаль «В ознаменование 100-летия со дня рождения Владимира Ильича Ленина»
- Медаль «За доблестный труд в Великой Отечественной войне 1941—1945 гг.»
- Медаль «Ветеран труда»
- медали Выставки достижений народного хозяйства (ВДНХ)
- и другими